# NGC 3747
NGC 3747 (również PGC 90149) – galaktyka spiralna (S?), znajdująca się w gwiazdozbiorze Smoka. Odkrył ją William Herschel 2 kwietnia 1801 roku.